# Tanasije Kuvalja
Tanasije Kuvalja (nascido em 24 de julho de 1946) é um ex-ciclista iugoslavo. Competiu em duas provas do ciclismo de estrada nos Jogos Olímpicos de Verão de 1968, disputadas na cidade do Cidade do México.